# Белый слон (игра)
Обмен подарками «Белый слон» (англ. white elephant gift exchange) или бартер янки (англ. Yankee swap) или Тайный Санта-вор (англ. Thieving Secret Santa) — игра для вечеринки. Хотя в игре проводится выбор и получение подарков, цель игры, как правило, более развлечение, нежели получение подарка.

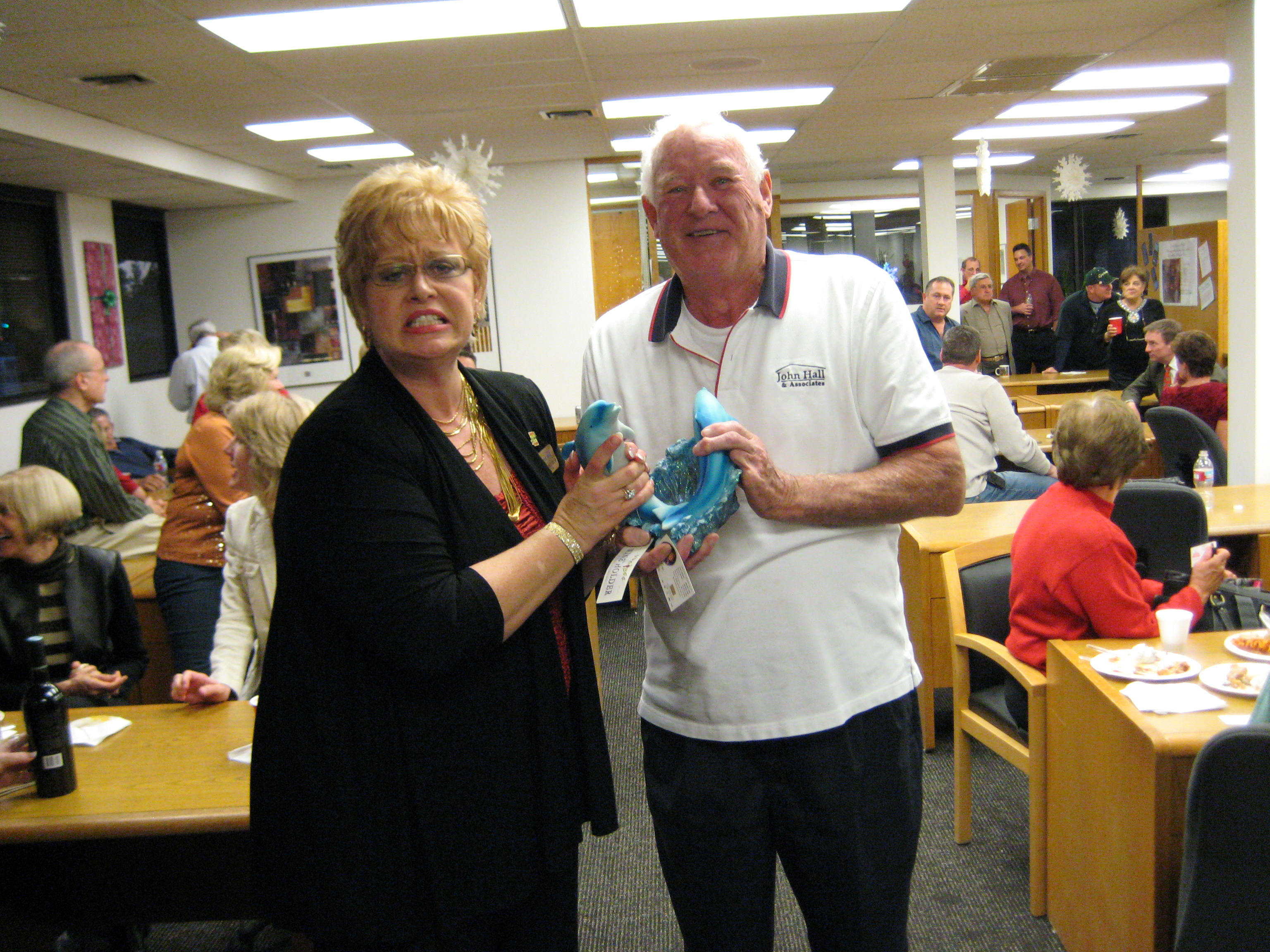

Термин «белый слон» — существующий в английском языке фразеологизм, означающий нечто чрезвычайно дорогостоящее, но не приносящее практической пользы и, более того, весьма обременительное для хозяина. Происхождение выражения связано с легендой, согласно которой король Сиама дарил неугодным ему лицам редкого слона-альбиноса. Такие слоны считались священными животными и не использовались как рабочие. Их содержание разоряло получателя такого подарка.
Первое использование этого термина остается предметом споров среди историков, есть мнение, что этот термин в популярную лексику ввёл Эзра Корнелл, который устраивал подобные развлечения на своих частых дружеских встречах уже в 1828 году.

## Правила
Каждый участник приносит на игру один запакованный подарок. Подарки складываются вместе, и участники определяют, в каком порядке они будут открывать их. Первый игрок обязан открыть подарок, на последующих ходах у игроков есть выбор, либо распаковать новый подарок, либо «украсть» (забрать) чужой подарок. Если полученный подарок был украден, то человек, у которого украли подарок, может либо выбрать другой подарок из нераспакованных подарков и распаковать его, либо украсть подарок у другого игрока. Игра заканчивается тогда, когда каждый игрок имеет подарок.
Для игры рекомендуется иметь как минимум шесть участников. С большой группой игра может быть довольно затяжной.

## Варианты игры
Во время игры могут возникнуть затруднительные ситуации. В связи с этим появились несколько различных вариантов игры.
1. Игравшему первым игроку может быть представлена возможность «украсть» понравившийся ему подарок в конце игры.
2. Продолжающееся воровство одного и того же подарка продлевает игру практически до бесконечности. Чтобы избежать этого можно установить, что подарок не может быть украден более определенного числа раз. Другой вариант — крадущий выпивает бокал вина (или другого напитка). Можно поставить условием обязательное вскрытие подарка после того как он украден несколько раз.
3. Последний участник узнаёт все подарки и имеет явное преимущество. Для компенсации этой ситуации можно установить, что после того, как подарок был украден определенное количество раз (обычно три), он «замораживается» (объявляется «мертвым» или «безопасным») и не может быть украден ещё раз.
4. Ограничения могут касаться того, сколько раз участник может воровать подарки (вместо ограничения количества раз хищения одного подарка). Например, если поставлено ограничение до трёх раз на игрока, предмет может быть украден многократно, но исчерпавший свой лимит на кражи («замороженный игрок») уже в этом не участвует.
5. При необходимости подарки могут быть отмечены по половому признаку.
6. Возможно оставлять все подарки нераспакованными до самого конца игры. Воровство разрешено (определенное количество раз), но выполняется наугад.
7. Подарки можно сделать неразличимыми внешне используя для их упаковки тару стандартного размера и одинаковый упаковочный материал.
8. Игроки, выбравшие себе менее ценные подарки, могут оказаться вне игры, после того как распакуют их. Чтобы исправить такую ситуацию можно устроить ограниченные по времени торги подарками — руководитель игры тайно устанавливает на таймере только ему известное время, и каждый игрок по очереди торгуется с другими (из-за ограниченности времени какие-то игроки могут не дождаться своей очереди).

## В кинематографе
- «Рождественская вечеринка» — эпизод американского телевизионного шоу Офис (англ. The Office), в котором работники Dunder-Mifflin играют в «Yankee Swap» на офисной вечеринке.
- «Обмен подарками вроде белого слона» — один из эпизодов анимационного сериала обычное шоу, в котором работники парка дают «Muscle Man» ужасный подарок после слишком большого количества шалостей.
- «The Christmas miracle» — 10 эпизод 9 сезона американского телевизионного шоу «Бывает и хуже» (англ. The Middle), в котором главные герои устраивают рождественскую вечеринку, где играют в бартер янки («Yankee Swap»).